# 최진이 (가수)
최진이(1982년 12월 13일 ~ )는 대한민국의 가수이다. 록밴드 럼블피쉬의 보컬로 활동하였고, 밝고 경쾌한 노래를 부르면서 지명도를 높여 왔다. 2008년 초 앨범 〈눈부신 날〉을 내놓으면서 솔로 활동을 시작했다.
2010년 첫번째 미니앨범 'I am Me'부터 럼블피쉬가 1인 체제로 바뀌었고, '럼블피쉬'라는 이름은 현재까지 최진이의 예명으로 사용 중이다.

## 학력
- 서울풍성초등학교 (졸업)
- 경기대학교 유아교육학과 (졸업)
- 세종대학교 융합예술대학원 실용음악학과 (졸업)

## 경력
- 2012년 9월 한국방송예술교육진흥원 실용음악학과 전임교수
- 2015년 3월 세종대학교 글로벌지식평생교육원 실용음악학전공 보컬전공 지도교수

## 수상
- 2005년 KBS 가요대상 올해의 가수상
- 2005년 제39회 가수의 날 특별공로상

## 대표 음반

### 미니 앨범
1. I AM ME (2010년 5월 13일, 미니앨범)
2. I Am Rumblefish (2014년 1월 15일, 미니 앨범)

### 싱글
1. 기분 좋은 말 (2010년 9월 8일)
2. OK 끝내 (2010년 12월 7일)
3. 신기생뎐 OST Part 3 (2011년 4월 8일)
4. 사랑해요 사랑해요 (2011년 7월 13일)
5. 너 그렇게 살지마 (2012년 8월 30일)
6. 으라차차 2012 (2012년 10월 5일)
7. 신의 OST Part 7 (2012년 10월 15일)
8. 금 나와라 뚝딱! OST Part 2 (2013년 5월 4일)
9. 장옥정, 사랑에 살다 OST Part 3 (2013년 5월 14일)
10. 꽃할배 수사대 OST Part 2 (2014년 6월 5일)
11. 파랑새의 집 OST Part 5 (2015년 4월 18일)

## 예능
- 2009년 2010년 SBS 《김정은의 초콜릿》
- 2010년 KBS 《열린 음악회》
- 2011년 2012년 2015년 KBS 《불후의 명곡 - 전설을 노래하다》
- 2016년 MBC 《미스터리 음악쇼 복면가왕》 - 니 이모를 찾아서

## 참고 문헌
1. ↑  최진이 "홀로서기 으라차차!" 스포츠한국, 2008-04-23, 2009-06-23 확인.

## 같이 보기
- 김범수
- 아이비
- 레이디스 코드
- 양동근
- 폴라리스 엔터테인먼트